# Багатовікові дуби (Чернігів, вул. Коцюбинського)
Багатовікові́ дуби́ — ботанічна пам'ятка природи місцевого значення в Україні. Розташована в місті Чернігів, на вул. Коцюбинського, 20. 
Площа 0,02 га. Статус присвоєно згідно з рішенням Чернігівського облвиконкому від 28.08.1989 року № 164. Перебуває у віданні: Чернігівське РБД «Зеленбуд». 
Статус присвоєно для збереження двох дубів віком понад 200 років. 